# Алессіо Орано
Алессіо Орано (італ. Alessio Orano) — італійський актор. Народився 1945 року у Вероні, Італія.

## Життєпис
Дебютував у кіно в 25 років у фільмі «Найвродливіша дружина», де зіграв головну чоловічу роль. На зйомках фільму познайомився з Орнелою Муті. Через п'ять років пара одружилася. Шлюб тримався з 1975 по 1981.

## Фільмографія
- 1970 — Найвродливіша дружина — Віто Ювара
- 1970 — Alba pagana
- 1971 — Il sole nella pelle
- 1972 — Esperienze prematrimoniali
- 1972 — Lisa e il diavolo
- 1974 — Un hombre como los demás
- 1975 — La casa dell'esorcismo
- 1975 — L'assassino è costretto a uccidere ancora
- 1992 — Complicazioni nella notte